# Bulbophyllum involutum
Bulbophyllum involutum är en orkidéart som beskrevs av Borba, Semir och Fábio de Barros. Bulbophyllum involutum ingår i släktet Bulbophyllum och familjen orkidéer. Inga underarter finns listade i Catalogue of Life.